# Liste von schwanzlosen Flugzeugen
A – B – C – D – E – F – G – H – I – J – K – L – M – N – P – R – S – T – V – W – Y – Z
Die Liste der schwanzlosen Flugzeuge umfasst alle etwa 300 bisher (2017) tatsächlich gebauten Konstruktionen. Hängegleiter, Gleitschirme und Flugzeugprojekte wurden nicht berücksichtigt.

## A
- Abrial A12 „Bagoas“
- AeroVironment Pathfinder
- Akaflieg Berlin B1 „Charlotte“
- Akaflieg Berlin B3 „Charlotte II“
- Akaflieg Berlin B11
- Akaflieg Braunschweig SB 13 „Arcus“
- Akaflieg München Mü 5 „Wastl“
- Akerman-Arrowbile
- Armstrong Whitworth AW 52
- Arnoux „Stabloplan“ 1912
- Arnoux „Stablavion“ 1913
- Arnoux „Stabloplan“ 1914
- Arnoux „Simplex“ Racer
- Arnoux „HD14 sans Queue“
- Arup S2 „Flying Pancake“
- Avro Vulcan
- Avro 707
- Avro Canada CF-105 „Arrow“

## B
- Backstrom EWP1 „Powered Plank“
- Easly / Powell / Backstrom EPB1 „Flying Plank“
- Baker „Delta Kitten“
- Batwing Inc. X1
- Beyer „Krischan“
- Boeing „Bird of Prey“
- Boeing X-32
- Böhm „Schmankerl“
- Borchers Delta Stingray
- Boulton Paul P.111
- Bowlus „Flying Wing“
- Briffaud GB-6
- Briffaud GB-80 Aerovolier
- Bright Star Gliders „Swift“
- BAC 221
- Brochocki / Kasprcyk / Bodek BKB1
- Brown SC „Diamond Wing“/„Potatoe Bug“
- Burgess-Dunne AH-7
- Burgess/Dunne No3
- Burgess/Dunne BD
- Burgess BDH
- Burgess BDF
- Burgess Arrowhead B2

## C
- Chance Vought F7U „Cutlass“
- Chance Vought XF5U „Flying Flapjack“
- Chance Vought V-173 „Flying Pancake“
- Charpentier C1
- Christiani/Schäfer „Aachen“
- Convair B-58 „Hustler“
- Convair F-102 „Delta Dagger“
- Convair F-106 „Delta Dart“
- Convair F2Y „Sea Dart“
- Convair XF-92
- Convair XFY-1 „Pogo“
- Cornelius „Mallard“
- Cornelius XFG-1

## D
- Dassault Mirage 1
- Dassault Mirage III/5
- Dassault Mirage IV
- Dassault Mirage 2000
- Dassault Mirage 4000
- Davis „Starship Alpha“
- De Havilland DH.108 Swallow
- Debreyer JCD2 / JCD3 „Pelican“
- DINFIA I.Ae. 38
- Douglas F4D „Skyray“
- Dunne D1
- Dunne D4
- Dunne D5
- Dunne D6
- Dunne D7
- Dunne D8
- Dyke JD2 „Delta“

## E
- Eidgenössisches Flugzeugwerk Emmen (F+W) N-20.02 „Arbalète“
- Eshelman Flying Flounder
- Espenlaub Lippisch E2
- Espenlaub E 15
- Etrich/Wels Gleiter 1906
- Etrich Taube

## F
- Fairy FD2
- Farrar X-1 „Flying Wing“
- Fauvel AV.3
- Fauvel AV.10
- Fauvel AV.17
- Fauvel AV.22
- Fauvel AV.36
- Fauvel AV.45
- Fauvel AV.46
- Fauvel AV.48
- Fauvel AV.60
- Fauvel AV.61
- Fauvel AV.221/222
- Fauvel AV.361
- Fauvel AV.451
- Ford 15-p
- FMA I.Ae. 34
- FMA I.Ae. 37
- FMA I.Ae. 41
- Free Flight Aviation „Hornet 130“
- Free Flight Aviation „Hornet 160“
- Freel „Flying Wing“

## G
- General Aircraft GAL.56
- General Aircraft GAL.61
- General Dynamics F16 XL/XLE
- Gothaer Waggonfabrik Go 147
- Granger „Archeopterix“
- Group Genesis „Genesis 2“

## H
- HAL Tejas
- Halton „Meteor“
- Haig „Minibat“
- Hallock „Roadwing“
- Handley Page HP75 „Manx“
- Handley Page HP115
- Hatfield „Little Bird“
- Hill Gleiter No1
- Hill „Pterodactyl I“
- Hill „Pterodactyl IC“
- Hill „Pterodactyl IV“
- Hill „Pterodactyl V“
- Roul Hoffman / Younghusband Kreisflügel
- Horten H I/Ib
- Horten H II „Habicht“ und H II L
- Horten H III
- Horten „Parabel“
- Horten H IV
- Horten H V
- Horten H VI
- Horten H VII
- Horten H XIII (Versuchsgleiter)
- Horten H IX V2 (Jet)
- Ho IX V3 (Gotha Go 229)
- Horten 10 „Piernifero“
- Horten 15
- Horten 16 „Kolibri“
- Horten Ho 33
- Horten I.Ae.34 „Clen Antú“ (Bezeichnung auch Horten XVa)
- Horten I.Ae.34M (Bezeichnung auch Horten XVb)
- Horten I.Ae.37
- Horten I.Ae.38
- Horten I.Ae.41 „Urubú“ (Bezeichnung auch Horten XVc)
- Horton „Wingless“
- Horton „Swoopy“

## I
- Ikarus P-453
- Israel Aircraft Industrie „Nesher“ und „Kfir“
- Ingenieurschule Weimar/Lößl/Köhl

## J
- Johnson „Uniplane“

## K
- Kalinin K-12P (Gleitflugzeug)
- Kalinin K-12 (Bezeichnung auch BS-2)
- Kasper „Bekas“
- Kayaba HK1
- Kayaba Ku-2
- Kayaba Ku-3
- Kayaba Ku-4
- Kayaba Ku-13 (siehe Yokusuka)
- Kirchner „Futurum“
- Kleiner/Bongel „Weleda“
- Kupper „Uhu“
- Kurz „Me 163 Replik“

## L
- Lauk „Cygnus“
- Lee-Richards Annular Monoplane
- Lippisch „Delta I–III“
- Lippisch/RRG „Delta IV“
- Lippisch/RRG/„Storch I–V“
- Lippisch/Groenhoff „Storch VII "Hans Huckebein“
- Lippisch/Philipp Storch VIII „Marabu“
- Lippisch/RRG „Storch IX“
- Lippisch DFS 38 „Quo Vadis“
- Lippisch DFS 39 (Delta IVc)
- Lippisch DFS 40 (Delta V)
- Lippisch DFS 194
- Lippisch DM-1
- Lippisch/Messerschmitt Me 163a
- Lippisch/Messerschmitt Me 163b „Komet“ und Me 163S
- Lippisch /Messerschmitt Me 263 / Ju 248
- Lockheed „Have Blue“
- Lockheed YF-12a und Lockheed SR-71 „Blackbird“
- Lorimer „Sgian Dubh“
- Luftfahrtinstitut Charkow/Awiawnito/Lazarew ChAI-3
- Luftfahrtinstitut Charkow ChAI-4
- Luftfahrtinstitut Moskau MAI 63
- Luftfahrtinstitut Moskau MAI-68
- Lutz WeLu-48 „Heuhüpfer“

## M
- Management & Research H70/(Tuscar)H71
- MAI-68
- Markmann Mark 10
- Marske „Monarch“
- Marske „Pioneer I“
- Marske „Pioneer II“
- Marske „Pioneer III“
- Marske XM1 „Flying Plank“
- Mattlehner/Panek PUL-9
- Mattlehner/Panek PUL-10
- Messerschmitt Me 163 (siehe Lippisch)
- Messerschmitt P300
- Mihail „Stabiloplan III“
- Mihail „Stabiloplan IV“
- Milbert Hansa
- Mikojan-Gurewitsch MiG-21-11 Analog
- Mitchell „Victory Wing“
- Mitchell U2 und B10
- Mitsubishi J8N „Shusui“
- Moskaljew SAM 7 „Sigma“
- Moskaljow SAM 9 „Strela“

## N
- Nalesziewicz JN1 „Zabus 2“
- National Research Council of Canada/Hill NCR-Glider
- Nieuport S.G.A.914T
- Noin „Choucas“
- Nord 1500 „Griffon 2“
- Northrop B-2 „Spirit“
- Northrop Grumman B-21  „Raider“
- Northrop N-1M
- Northrop N-9M
- Northrop X-4 „Bantam“
- Northrop YB-35
- Northrop YB-49
- Northrop XP-56

## P
- Payen AP10 „Uniplan“
- Payen Pa 49 „Katy“
- Payen Pa 61 „Arbalete“
- Pelton „Bat“
- Piana Canova FPC
- Piana Canova PC 100
- Piana Canova PC 140
- Piana Canova PC 500
- Portier P40
- Putilow Stal-5
- PZL 22

## R
- Rochelt „Flair 30“
- Rockwell „Space Shuttle“
- Rowe UFO (Useles Flying Object)
- Ryan X13 „VertiJet“
- Ryan/Rogallo XV 8 a „Fleep“

## S
- Saab 210 „Lill Draken“
- Saab J35 „Draken“
- Scroggs „The last laugh“
- Schul-Marczinski „Stadt Magdeburg“
- Shapel SA882
- Short SC1
- Short SB.4 Sherpa
- Slingsby „Baynes Bat“
- Soldenhoff A3
- Soldenhoff A5
- Suchanow „Diskoplan 2“
- Sud Aviation/British Aircraft Corporation „Concorde“
- Sud-Est Aviation SE.2100
- Sud-Est Aviation SE 212 „Durandal“
- SZD-6x „Nietoperz“
- SZD-20x „Wampyr 2“

## T
- Teichfuss „Cicogna“
- Todhunter „Twin Plank“
- Tscheranowski BITsch-1
- Tscheranowski BITsch-3
- Tscheranowski BITsch-7
- Tscheranowski BITsch-8 „Treugolnik“
- Tscheranowski BITsch-11
- Tscheranowski BITsch-14
- Tscheranowski BITsch-20
- Tscheranowski BITsch-21
- Tscheranowski BiTsch-22
- TU Pretoria „Exulans“
- TU Ankara THK13
- Tupolew Tu-144

## V
- Verhees „Delta“
- Voepel Schulgleiter „Fliegendes Brett“
- Vuia Nr1

## W
- Wainfan FMX4 „Facetomobile“
- Waterman „Aerobile“ und „Arrowplane“
- Weiss „Olive“
- Weiss „Madge“
- Weiss „Elsie“
- Keith/Weiss „Aviette“
- Weltensegler GmbH „Feldberg“
- Weltensegler GmbH „Baden-Baden Stolz“
- Whitacker „Centerwing“
- Wimmer „Leonardo 2000“
- Winco „Atlantica“
- Scott Winton „Facet Opal“

## Y
- Yokosuka MXY-8 „Akikusa“

## Z
- ZAGI/Senkow BP-1
- ZAGI/Beljajew DB-LK
- ZAGI BOK-5